# Coburg (Oregon)
Coburg település az Amerikai Egyesült Államok északnyugati részén, Oregon állam Lane megyéjében, Eugene-től 13 km-re északra, a Coburg-dombság közelében helyezkedik el. A 2010. évi népszámláláskor 1035 lakosa volt. A város területe 2,46 km², melynek 100%-a szárazföld.

## Történet
A várost először Diamondnak hívták; a nevet az első telepesről, John Diamondról kapta. A Coburg nevet a bajorországi Coburg járásbeli csődörről, Coburgról kapta, miután a lovat a városba szállították. A történelmi városrész 1986 óta oltalom alatt áll; épületeinek nagy része 1875 körül épült.

## Gazdaság

### Vállalkozás
A városban van a luxusbuszokat gyártól Marathon Coach Corporation székhelye, valamint egyik gyára is (a másik kettő a texasi Grand Prairie-ben és a floridai San Antonióban.

### Sebességcsapda
Az önkormányzat több százezer dollárt keresett azzal, hogy az Interstate 5 egy, a városon kívüli szakaszán sebességcsapdát állítottak fel. 2003-ra az 1,7 millió dolláros éves költségvetés felét gyorshajtások után kiszabott büntetésből teremtették elő.
Floyd Prozanski oregoni törvényhozó javaslatára 2004 januárjára megtiltották ezt; a törvény következtében a rendőr-főkapitányt, Hudsont is kirúgták. Azóta az érintett terület a városhoz tartozik, így újra folytathatják ezt a gyakorlatot.

## Népesség

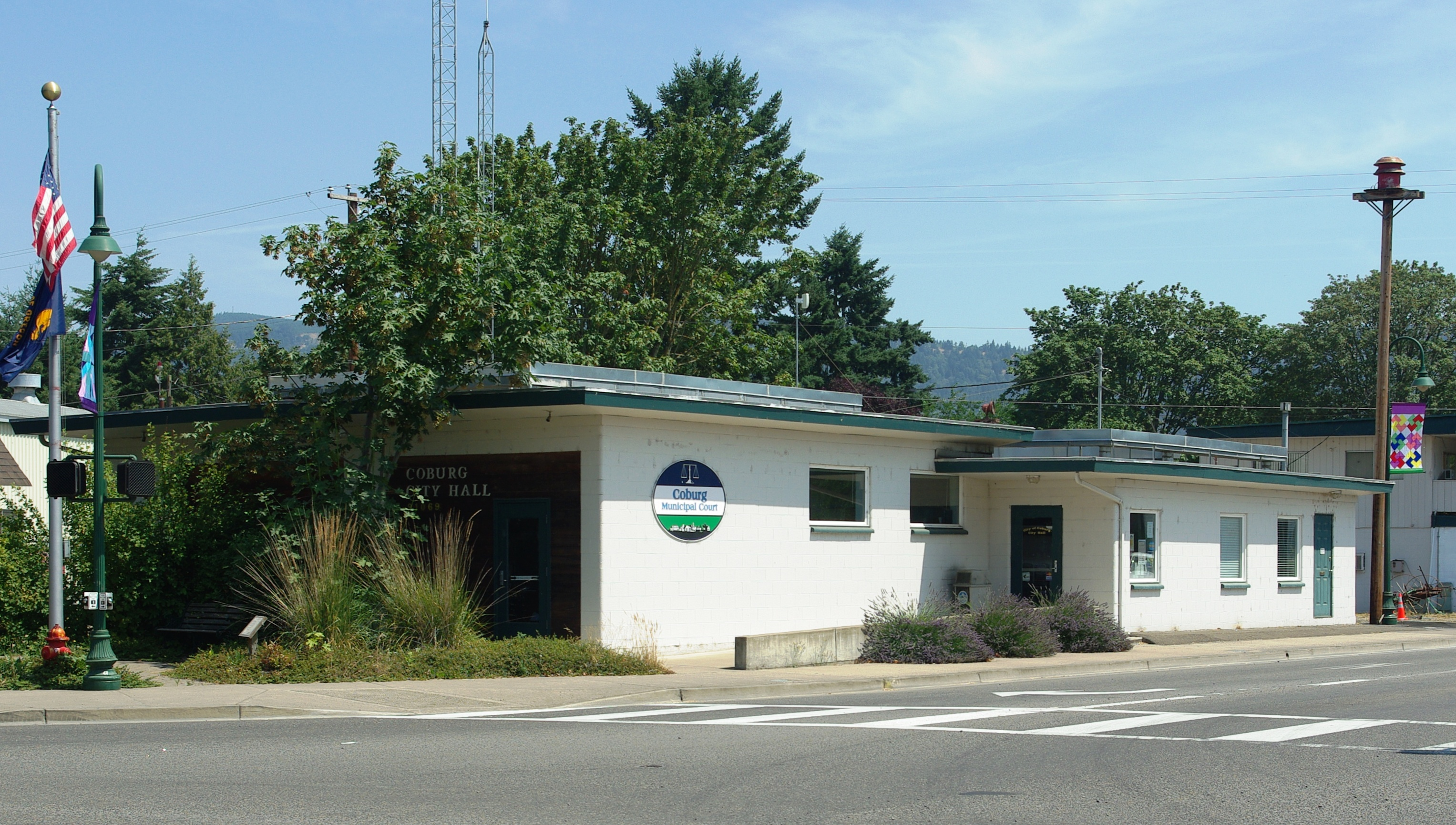
A városháza és a bíróság épülete

### 2010
A 2010-es népszámláláskor a városnak 1 035 lakója, 398 háztartása és 283 családja volt. A népsűrűség 420,7 fő/km². A lakóegységek száma 415, sűrűségük 168,6 db/km². A lakosok 90,4%-a fehér, 0,4%-a afroamerikai, 0,8%-a indián, 1,4%-a ázsiai, 0,6%-a a csendes-óceáni szigetekről származik, 2,7%-a egyéb-, 3,7% pedig kettő vagy több etnikumú. A spanyol vagy latino származásúak aránya 7,4% (4% mexikói, 0,9% Puerto Ricó-i, 0,1% kubai, 2,5% pedig egyéb spanyol/latino származású).
A háztartások 33,7%-ában élt 18 évnél fiatalabb. 59% házas, 8,3% egyedülálló nő, 3,8% pedig egyedülálló férfi; 28,9% pedig nem család. 20,6% egyedül élt; 5,8%-uk 65 éves vagy idősebb. Egy háztartásban átlagosan 2,6 személy élt; a családok átlagmérete 3 fő.
A medián életkor 41,6 év volt. A város lakóinak 23,1%-a 18 évesnél fiatalabb, 8% 18 és 24 év közötti, 24%-uk 25 és 44 év közötti, 34,7%-uk 45 és 64 év közötti, 10%-uk pedig 65 éves vagy idősebb. A lakosok 49,3%-a férfi, 50,7%-uk pedig nő.

### 2000
A 2000-es népszámláláskor a városnak 969 lakója, 367 háztartása és 256 családja volt. A népsűrűség 534,5 fő/km². A lakóegységek száma 387, sűrűségük 213,5 db/km². A lakosok 92,67%-a fehér, 0,1%-a afroamerikai, 1,96%-a indián, 1,14%-a ázsiai, 0,31%-a Csendes-óceáni szigetekről származik, 1,44%-a egyéb-, 2,37% pedig kettő vagy több etnikumú. A spanyol vagy latino származásúak aránya 2,99% (2,3% mexikói, 0,1% Puerto Ricó-i, 0,6% pedig egyéb spanyol/latino származású).
A háztartások 36,5%-ában élt 18 évnél fiatalabb. 59,1% házas, 8,7% egyedülálló nő; 30% pedig nem család. 21,8% egyedül élt; 6,3%-uk 65 éves vagy idősebb. Egy háztartásban átlagosan 2,64 személy élt; a családok átlagmérete 3,07 fő.
A város lakóinak 28,6%-a 18 évnél fiatalabb, 6,5%-a 18 és 24 év közötti, 28,8%-a 25 és 44 év közötti, 25,8%-a 45 és 64 év közötti, 10,3%-a pedig 65 éves vagy idősebb. A medián életkor 38 év volt. Minden 100 nőre 99,8 férfi jut; a 18 évnél idősebb nőknél ez az arány 99,4.
A háztartások medián bevétele 47 500 amerikai dollár, ez az érték családoknál $54 250. A férfiak medián keresete $41 029, míg a nőké $26 071. A város egy főre jutó bevétele (PCI) $21 696. A családok 7,7%-a, a teljes népesség 7,7%-a élt létminimum alatt; a 18 év alattiaknál ez a szám 4,5%, a 65 évnél idősebbeknél pedig 21,6%.

## Fordítás
Ez a szócikk részben vagy egészben  a   Coburg, Oregon című angol Wikipédia-szócikk ezen változatának fordításán alapul.  Az eredeti cikk szerkesztőit annak laptörténete sorolja fel. Ez a jelzés csupán a megfogalmazás eredetét és a szerzői jogokat jelzi, nem szolgál a cikkben szereplő információk forrásmegjelöléseként.